# Henric Fredric Gyllenram
Henric Fredric Gyllenram, född den 24 april 1842 på Sturefors, Vists socken, Östergötlands län, död den 6 juni 1918 i Malmö, var en svensk militär. Han var son till Henrik Gyllenram och far till René Gyllenram.
Gyllenram blev underlöjtnant vid Svea livgarde 1861 och löjtnant där 1863. Han var ordonnansofficer hos Karl XV 1864–1872, adjutant hos överståthållaren i Stockholm 1873–1892 och överbefälhavare över Stockholms frivilliga skarpskyttekår 1884–1889. Gyllenram blev kapten 1873, major i armén 1884 och vid Svea livgarde 1886 och överstelöjtnant i armén 1890. Han var överstelöjtnant och chef för Jämtlands fältjägarkår 1891–1894, överste och chef för Kalmar regemente 1894–1895 och för Södra skånska infanteriregementet 1895–1904. Gyllenram blev generalmajor i generalitetets reserv 1904. Han var inspektor för Malmö högre allmänna läroverk från 1902 och kontorschef vid Bankaktiebolaget Södra Sveriges kontor i Malmö från 1904. Gyllenram innehade Skånes skytteförbunds guldmedalj. Han blev riddare av Svärdsorden 1883, kommendör av andra klassen av samma orden 1897 och kommendör av första klassen 1901. Gyllenram vilar på Landeryds kyrkogård.